# Shonda Rhimes
Shonda Rhimes (Chicago, 13 januari 1970) is een Amerikaans filmproducente, regisseuse en oprichtster van het televisieproductiebedrijf Shondaland. Ze is met name bekend als de showrunner achter succesvolle series zoals Grey's Anatomy (2005 tot heden), diens spin-off Private Practice (2007-2013) en de politieke thriller Scandal (2012-2018). Hiermee werd ze de eerste vrouw die drie televisieseries heeft gemaakt die de mijlpaal van 100 afleveringen hebben bereikt.

## Carrière
Rhimes heeft sinds 2005 meerdere series uitgebracht in samenwerking met ABC Studios. In 2017 sloot ze een deal met Netflix, resulterend in het kostuumdrama Bridgerton en Queen Charlotte: A Bridgerton Story, en de dramaserie Inventing Anna (2022).
Ze is vijfmaal genomineerd voor een Primetime Emmy Award voor beste dramaserie, won in 2007 een Golden Globe voor Grey's Anatomy en ontving in 2017 een bijzondere onderscheiding bij de Emmy Award en in 2023 bij de British Academy of Film and Television Arts.
In 2007, 2013 en 2021 werd ze door Time genoemd in de Time 100 als een van de honderd invloedrijkste personen van dat jaar. Sinds 2023 is ze een van de rijkste vrouwen in de amusementsindustrie van Amerika, met een vermogen van 250 miljoen dollar. In 2015 schreef Rhimes haar eerste boek, de bestseller Year of Yes: How to Dance It Out, Stand in the Sun, and Be Your Own Person.

## Filmografie
| 1995         | Hank Aaron: Chasing the Dream            | Nee | Ja  | Nee | Nee |
| 1998         | Blossoms and Veils                       | Nee | Ja  | Nee | Nee |
| 1999         | Introducing Dorothy Dandridge            | Nee | Nee | Ja  | Nee |
| 2002         | Crossroads                               | Nee | Nee | Ja  | Nee |
| 2004         | The Princess Diaries 2: Royal Engagement | Nee | Nee | Ja  | Nee |
| 2005 - heden | Grey's Anatomy                           | Ja  | Nee | Ja  | Ja  |
| 2007 - 2013  | Private Practice                         | Ja  | Nee | Ja  | Ja  |
| 2009         | Inside the Box                           | Nee | Nee | Nee | Ja  |
| 2009         | Seattle Grace: On Call                   | Ja  | Nee | Nee | Ja  |
| 2009         | Seattle Grace: Message of Hope           | Ja  | Nee | Nee | Ja  |
| 2011         | Off the Map                              | Nee | Nee | Nee | Ja  |
| 2012         | Gilded Lilys                             | Nee | Nee | Nee | Ja  |
| 2012 - 2018  | Scandal                                  | Ja  | Nee | Ja  | Ja  |
| 2014 - 2020  | How to Get Away with Murder              | Nee | Nee | Nee | Ja  |
| 2016 - 2017  | The Catch                                | Nee | Nee | Nee | Ja  |
| 2017         | Still Star-Crossed                       | Nee | Nee | Nee | Ja  |
| 2018 - 2019  | For the People                           | Nee | Nee | Nee | Ja  |
| 2018 - heden | Station 19                               | Nee | Nee | Nee | Ja  |
| 2020 - heden | Bridgerton                               | Nee | Nee | Nee | Ja  |
| 2022         | Inventing Anna                           | Ja  | Nee | Ja  | Ja  |
| 2023         | Queen Charlotte: A Bridgerton Story      | Ja  | Nee | Ja  | Ja  |

- Biblioteca Nacional de España: XX1611930
- Bibliothèque nationale de France: cb14131745n (data)
- Catàleg d'autoritats de noms i títols de Catalunya: 981058610521206706
- Gemeinsame Normdatei: 143811169
- International Standard Name Identifier: 0000 0001 1692 3924
- Library of Congress Control Number: nb2002041820
- Bibliotheek van het Japanse parlement: 001251446
- Nationale Bibliotheek van Polen: a0000002840918
- Nederlandse Thesaurus van Auteursnamen: 306260514
- Réseau des bibliothèques de Suisse occidentale: 02-A011704846
- Système universitaire de documentation: 25067212X
- Virtual International Authority File: 100988757
- WorldCat: E39PBJyWTtbcqjrv8WKmwWH6Kd